# ファストバック
- ファストバック
- ファーストバック

ファストバック（英語: fastback）は、自動車のスタイル・外観の分類の1つである。車体における「バック」とは、背面および後面（合わせて後背面）を指し、屋根から車体後端にかけて一続きの傾斜を持つことによって特徴付けられる。
かつてのレーシングカーに見られた、屋根からの線が下がりきらないまま後端をほぼ垂直に切り取ったようなスタイルをカムバック（カムテール）と呼ぶが、市販車ではこれもファストバックの一種とされており、さらに、米国では、AMC・グレムリンのような後背面が比較的直立した「2ボックスカー」もカムバックと呼んでいるため、これらの区別は曖昧になっている。
フォード・マスタングやトヨタ・セリカ、トヨタ・カローラのような一部の車種には、同一世代にファストバックのハードトップとノッチバックのクーペがあったが、消費者が嗜好や用途によって選べるよう、異なった性格付けのうえ訴求されていた。今日、ファストバックセダンは、一般的にトランクが付いているものは「4ドアクーペ」、トランクではなくバックドアが付いているものは「5ドアクーペ」、もしくは「5ドアセダン（サルーン）」としてブランディングされている。

## 定義
ファストバックは、屋根から車両の後部にかけて単一の傾斜を持つものとして定義されることが多い。
より具体的には「ロード&トラック」誌はファストバックを以下のように定義している。
閉じたボディスタイル。大抵はクーペだがセダンの場合もある。屋根はフロントガラスから車の後端まで途切れずに徐々に傾斜している。ファストバックはハッチバック構成に適しているが、全てのハッチバックがファストバックではなく、その逆もまたしかりである。
フォード・マスタングの場合は、「ファストバック」という用語はノッチバッククーペ（立ち気味のリアウインドウと水平に近いトランクリッドを持つ）と区別するために使われる。
1973年にトヨタ自動車が作り出した「リフトバック」という呼称は、背中が持ち上がるという意味のとおり、バックドアを持ったファストバッククーペを指す（en:Liftback）。

## 歴史

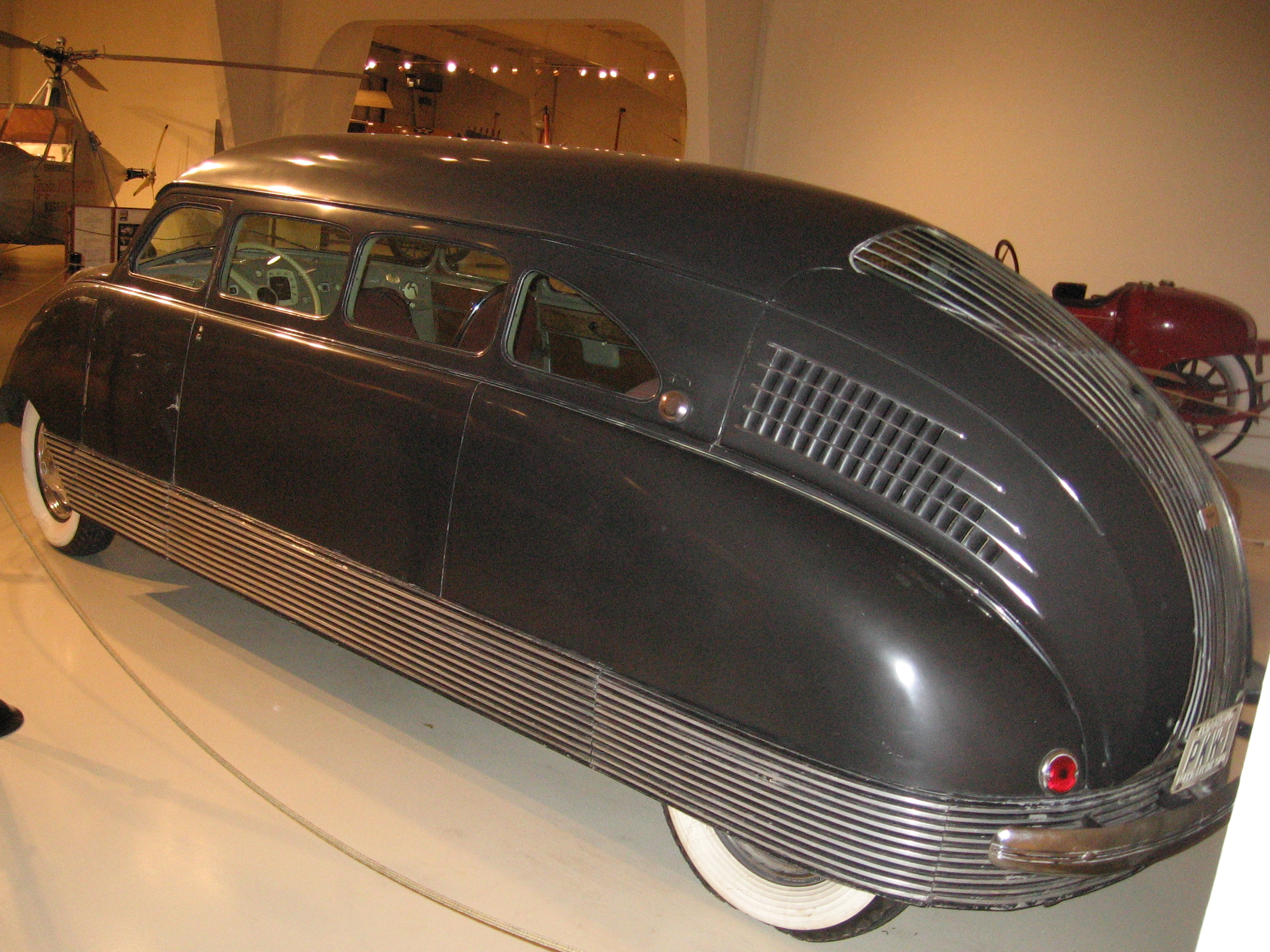
スタウト・スカラブ（1935年）
最初期のファストバック車

1930年代の自動車デザイナーは航空機の空気力学を応用し、自動車においても流線形車両が流行するきっかけとなった（自動車の空気力学）。こういったデザインの例には滴のような流線形があり、これは25年後に「ファストバック」と呼ばれるようになるものと類似した形態であった。メリアム＝ウェブスター辞典は1954年に「fastback」という用語を初めて認めた。これは「ハッチバック」という用語（1970年代に辞書に入った）が大衆化するより何年も前のことだった。これらの用語が相互に排他的であるか否かについては意見が分かれている。
ファストバック車の初期の例には、1929年式オーバーン・キャビン・スピードスター、1933年式キャデラック・V-16エアロダイナミック・クーペ、1935年式スタウト・スカラブ、1933年式パッカード・1106トゥエルブ・エアロ・スポーツ・クーペ、ブガッティ・タイプ57SC アトランティーク・クーペ、タトラ・T87、ポルシェ・356、サーブ・92/96、スタンダード・ヴァンガード、GAZ-M20 ポピェーダ、ベントレー・コンチネンタルR-タイプなどがある。

### 北米および欧州

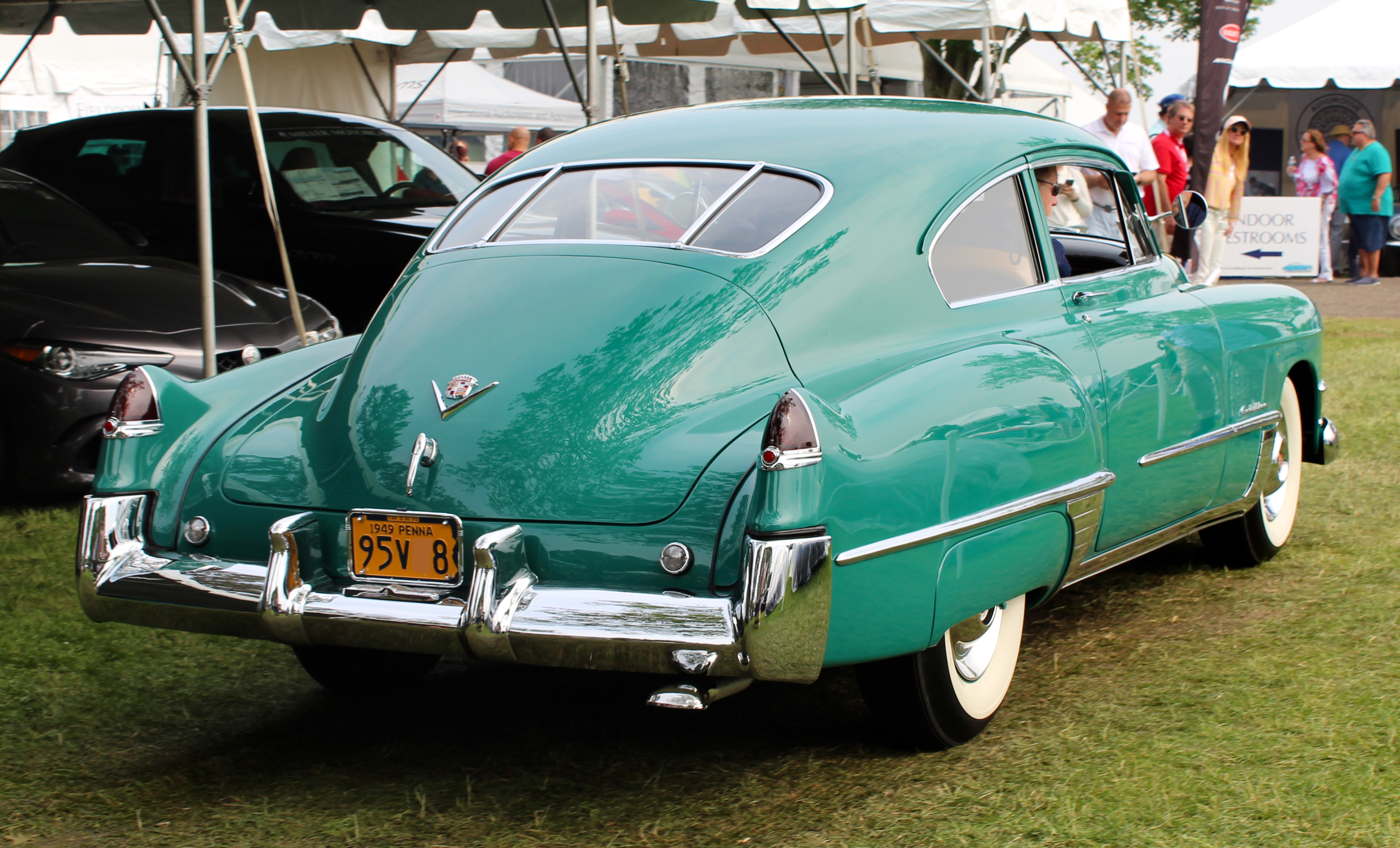
キャデラック・シリーズ62

北米では、ファストバック車のための広告表現として「エアロセダン」、「クラブ・クーペ」、「セダネット」、「トーピード・バック」など様々な用語が使われた。これらの車には、キャデラックのシリーズ61およびシリーズ62・クラブ・クーペや、ゼネラルモーターズ、フォード、クライスラーの様々なモデルがあった。1940年代初頭から1940年までは、ほぼ全ての米国国内メーカーがモデルラインナップ内に少なくとも1つのファストバック車を揃えていた。1960年代中頃にファストバックスタイルがGMとフォードの多くの製品で復活し、1970年代中頃まで続いた。欧州では、早ければ1945年にはリアに向かって傾斜した流線形の車が存在した。フォルクスワーゲン・ビートルとポルシェ・356の形状はこれらに由来する。

### オーストラリア
オーストラリアでは、ファストバック車（「スローパー "sloper"」と呼ばれた）は1935年に導入された。デザインを手掛けたのはGM傘下のホールデンで、オールズモビルやシボレー、ポンティアックのシャシが使われた。スローパーのデザインはオーストラリアのRichards Body Buildersによって、1937年にダッジとプリムスブランドのモデルに取り入れられた。また、1939年と1940年にはフォード・オーストラリアにも採用された。自動車史家のG・N・ジョルガノによれば、「スローパーは当時、先進的な車だった」。

### 日本
日本車では、トヨダ・AA型乗用車（1936年）が初めてファストバックスタイルを採用した。これはデソート・エアフロー（1933年）に強く影響されたものであった。その後、トヨペットSA型（1947年）が戦後初のファストバック車となったが、既存のフォルクスワーゲン・タイプ1を意識した古典的なスタイリングに過ぎず、本格的なファストバック車の登場は三菱・コルト800（1965年）の登場まで待たなければならなかった。また、軽自動車で初めてファストバックスタイルを採用したのはスバル・360（1958年）である。その他、1963年にはプリンス自動車工業がファストバックボディを持つ「スカイライン1900スプリント」を開発しているが、市販には至らなかった。
その後もホンダ・N360（1967年）、トヨタ・カローラスプリンター（1968年）、ダットサン・サニークーペ（1968年）、マツダ・ファミリアロータリークーペ（1968年）、スズキ・フロンテ（1970年）、ダイハツ・フェローMAX（1971年）など、日本の全自動車メーカーがファストバックを採用した。1960年代から1970年代にかけては、アメリカのコークボトル・スタイリングが人気を博した（トヨタ・セリカリフトバックなど）。

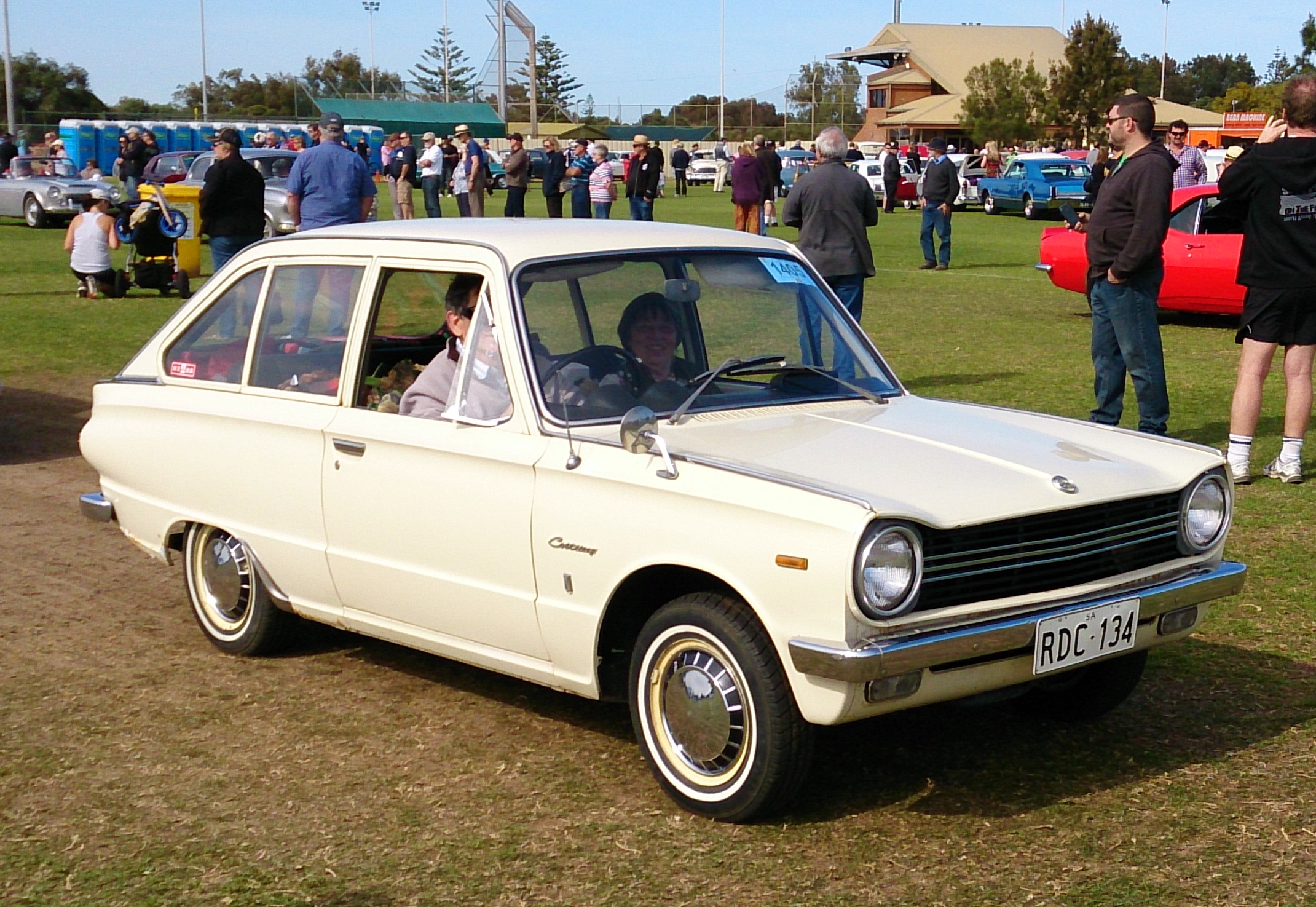
三菱・コルト1100F
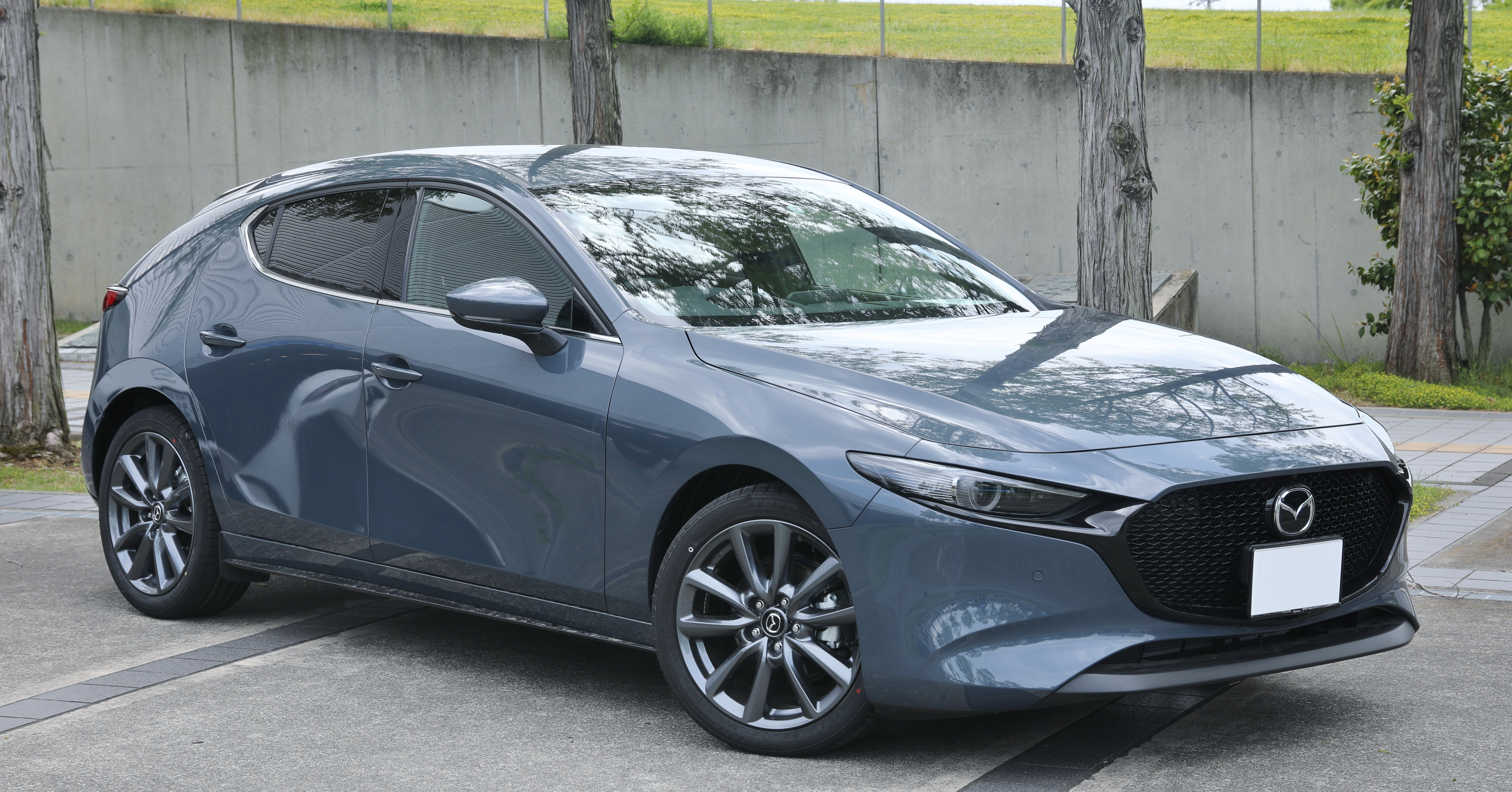
マツダ・MAZDA3 FASTBACK
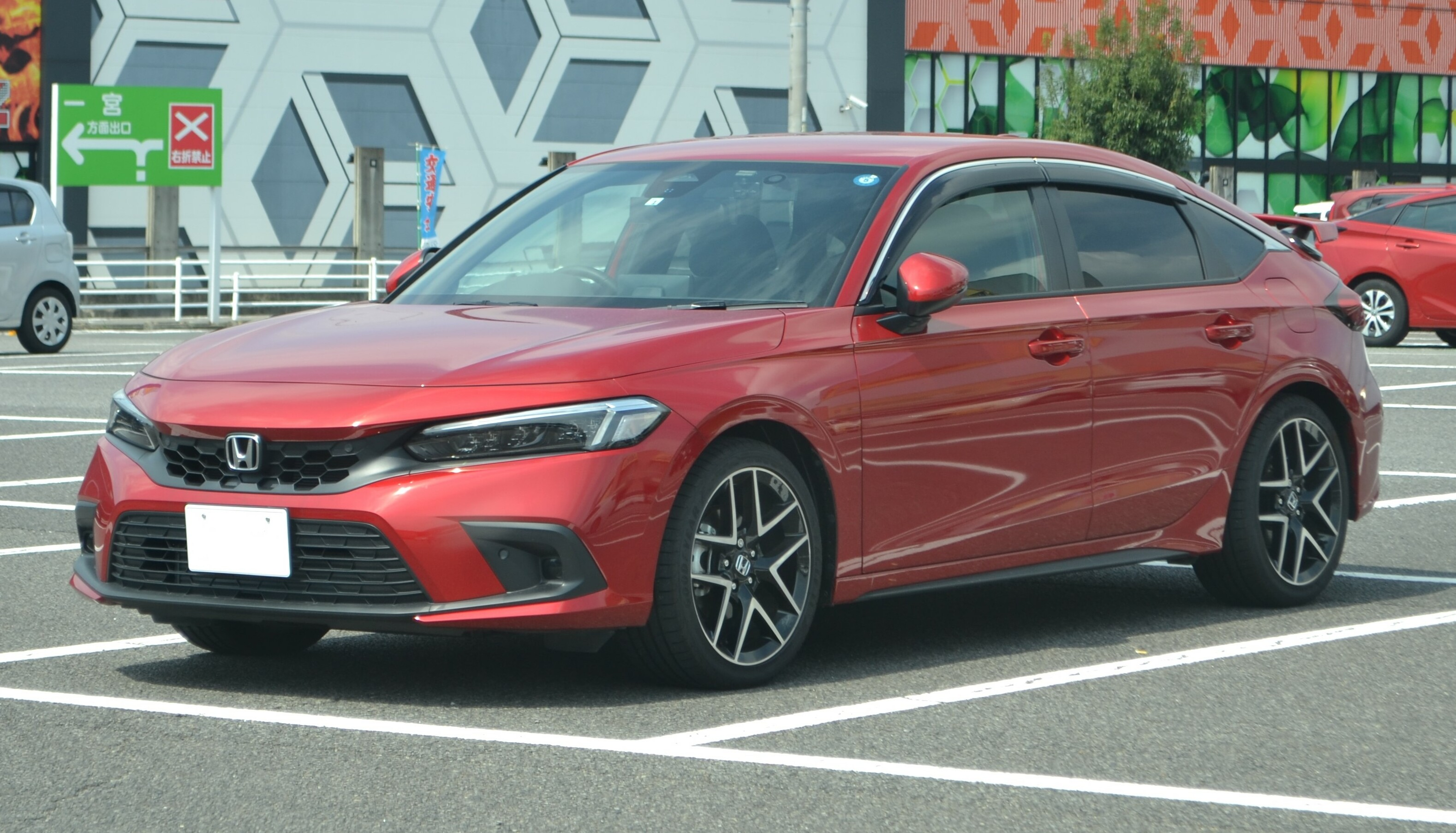
ホンダ・シビック（11代目）
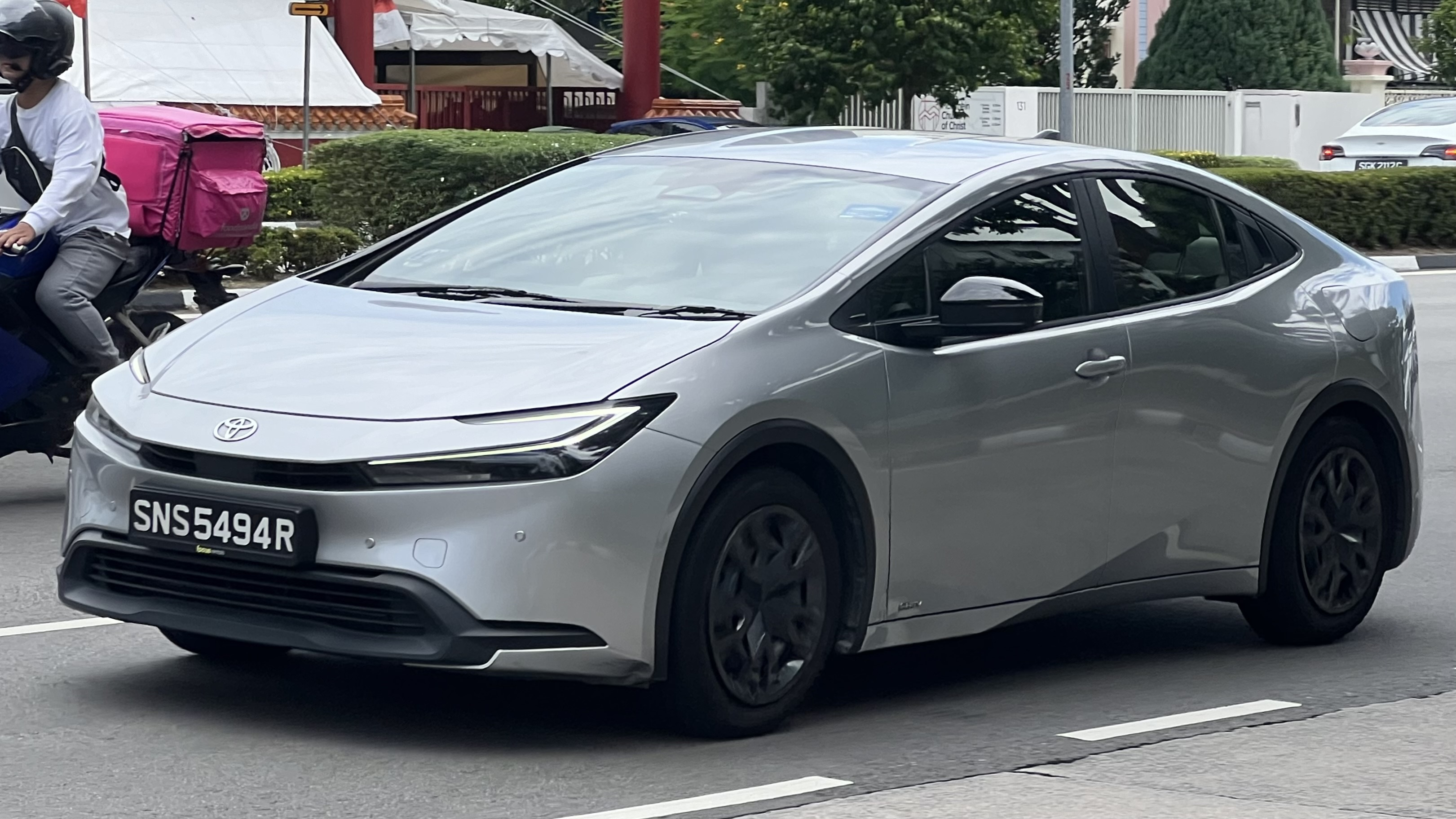
トヨタ・プリウス（5代目）

## 4ドアクーペ

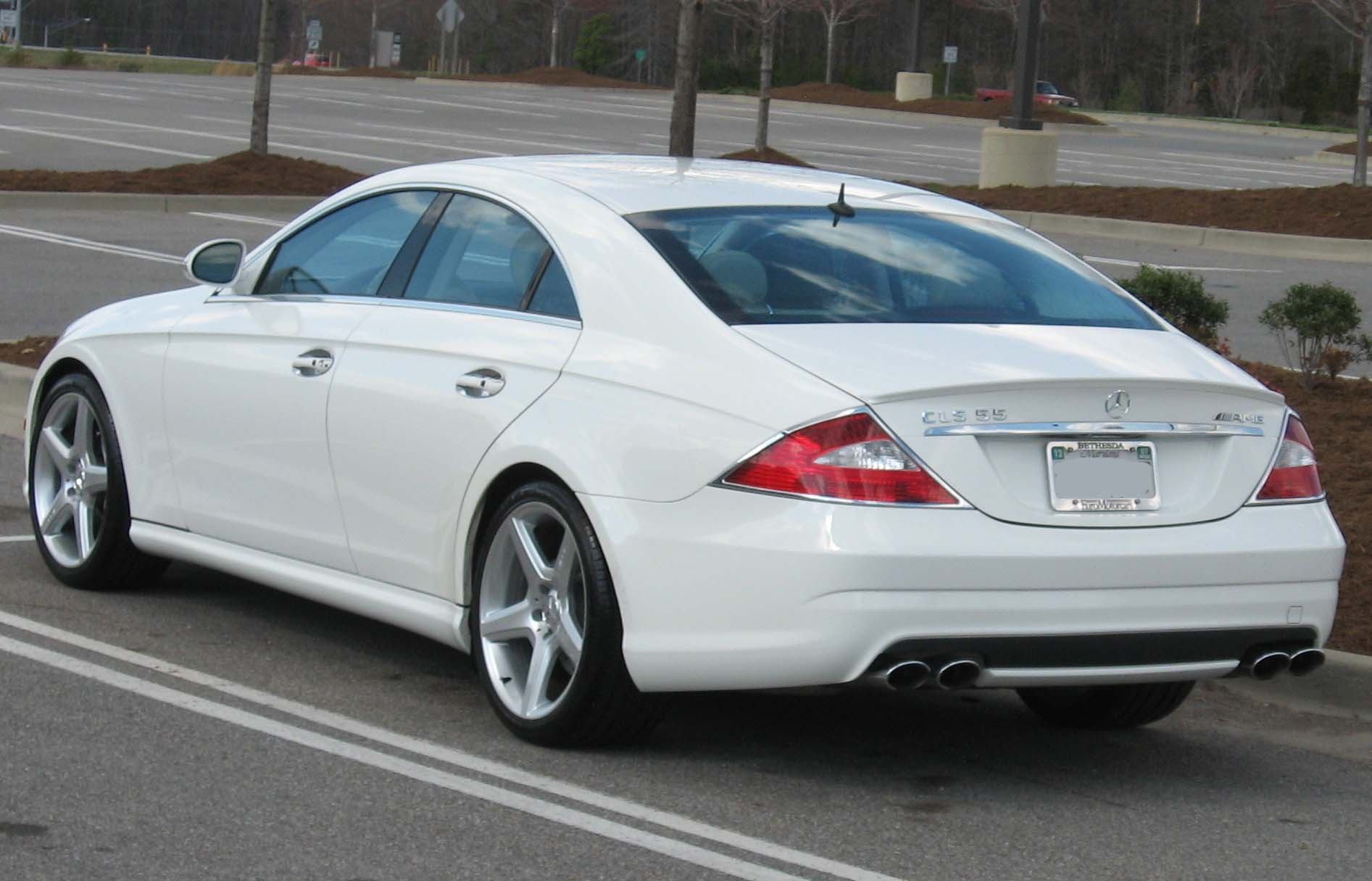
メルセデス・ベンツ・CLSクラス（初代）

2004年に初代メルセデス・ベンツ・CLSクラスが発売されると、決定的な路線変更が行われた。CLSクラスは「4ドアクーペ」と銘打って売り出されたが、この用語はファストバックセダンを指す純粋な広告表現であった。CLSクラスはこの市場区分の先駆けとみなされているが、以前からあったコンセプトを再解釈しただけである。同様のレイアウトは、1992年登場の日産・レパード J.フェリーなどでもみられた。
アウディ・A7やBMW・6シリーズグランクーペなどの競合モデルもこれに続き、さらにはフォルクスワーゲン・CC、アストンマーティン・ラピード、ポルシェ・パナメーラといった別セグメントのモデルもこの流行に追随した。

## 空気力学的利点

ファストバック（下）はノッチバック（上）スタイルよりも生成する抗力が小さい。

ファストバックスタイルは抗力係数を低く抑えられ、空気力学的車両の開発において優位性がある。例えば、風洞実験は行われなかったものの、ハドソンは第二次世界大戦後の車を空気力学の原理を応用しているように見えるように設計し、「ナッシュによって後に行われた試験では、ハドソン車が同時代のノッチバックセダンよりもほぼ20 %抗力が小さいことが明らかにされた」。